# Calamos et Carpos
Pour les articles homonymes, voir Carpos.
Pour l’article ayant un titre homophone, voir Kalamos.
Dans la mythologie grecque, Calamos (en grec ancien Κάλαμος / Kálamos, littéralement « roseau ») et Carpos (Καρπός / Karpós, « fruit ») forment un couple dont l'histoire tragique n'est racontée que par Nonnos dans ses Dionysiaques.
Carpos est le fils issu de Zéphyr (le Vent d'ouest) et de la nymphe Chloris (associée au printemps et aux fleurs). Le couple et leur fils forment ainsi une métaphore naturelle : le Vent d'ouest est censé apporter le printemps, la floraison et la fructification. Calamos est le fils du dieu fleuve Méandre, réputé pour sa beauté.
Ils sont amants mais un jour qu'ils se baignent ensemble dans le Méandre, Carpos se noie. De désespoir, Calamos se laisse mourir, se desséchant et s'étiolant jusqu'à devenir un roseau, plante à laquelle il donne son nom.

## Source
- Nonnos de Panopolis, Dionysiaques [détail des éditions] [lire en ligne] (XI)